# Spruce Pine
Spruce Pine è un comune degli Stati Uniti d'America, situato in Carolina del Nord, nella contea di Mitchell.

## Storia
Spruce Pine fu fondata nel 1907, quando la Clinchfield Railroad risalì il fiume North Toe da Erwin, Tennessee. La città era originariamente incentrata su una taverna gestita da Isaac English, che si trovava su una vecchia strada che andava da Cranberry, Carolina del Nord, a Marion, Carolina del Nord. L'Old English Inn si trova ancora nella sua posizione originale vicino al centro della città.
Nel 1923, dopo che si diffuse la notizia che un detenuto afroamericano evaso aveva violentato una residente bianca, una folla bianca armata radunò decine di uomini neri che stavano lavorando a un progetto di costruzione stradale e li costrinse a lasciare la città su dei vagoni. Il governatore della Carolina del Nord Cameron Morrison dispiegò le truppe della Guardia Nazionale a Spruce Pine affinché gli operai potessero tornare e completare la strada.
La ferrovia, unita a un'industria mineraria in rapida espansione (la città prende infatti il nome dal famoso distretto minerario di Spruce Pine), fece di Spruce Pine la città più grande della Toe River Valley, diventando il fulcro del commercio e della cultura della zona. Spruce Pine era la sede della The Feldspar Company e della Spruce Pine Mica, e altri importanti interessi minerari avevano attività nella città e nei dintorni.
Con il declino dell'uso delle ferrovie per spedire le merci e la crescente automazione dell'industria mineraria, la città ha visto le sue fortune ridursi e ha intrapreso un grande sforzo per reinventarsi. Il turismo è diventato una forza economica importante nella regione e la vicinanza della città alla Blue Ridge Parkway, unita alla sua posizione vicino al bordo della Blue Ridge Escarpment, ha contribuito a rendere la cittadina una meta di viaggio per molti. 
A Spruce Pine si trova un quarzo di elevata purezza, un minerale necessario per una serie di prodotti importanti, come i semiconduttori. La città ha subito inondazioni e devastazioni a causa dell'uragano Helene nel 2024.